# فوميا سوزوكي
فوميا سوزوكي (باليابانية: 鈴木史哉) هو لاعب كرة قدم ياباني، ولد في 2002. لعب مع فيغالتا سنداي.

## وصلات خارجية
- فوميا سوزوكي على موقع رابطة كرة القدم اليابانية للمحترفين (اليابانية)
- فوميا سوزوكي على موقع قاعدة بيانات كرة القدم.إي يو (الإنجليزية)
- فوميا سوزوكي على موقع Soccerway.com (الإنجليزية)
- فوميا سوزوكي على موقع عالم كرة القدم.نت (الإنجليزية)